# Misión Krulak-Mendenhall

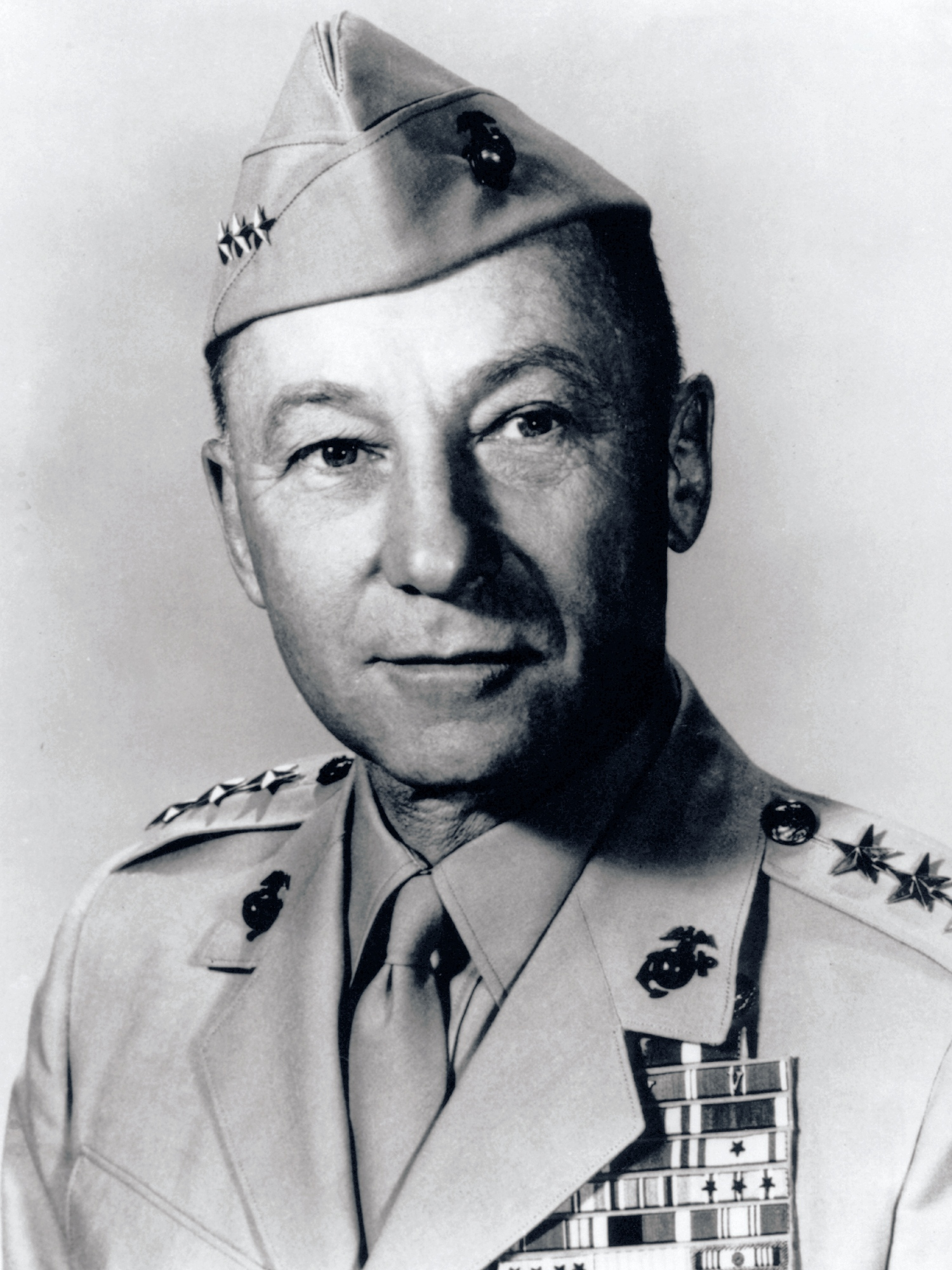
General Victor Krulak de la Marina de Estados Unidos

La misión Krulak-Mendenhall fue una expedición de investigación llevada a cabo por la Administración Kennedy en Vietnam del Sur a comienzos de 1963. El fin de esta expedición era investigar el progreso del régimen survietnamita y los consejeros militares del gobierno estadounidense que se estaban enfrentando al Frente Nacional de Liberación de Vietnam (Viet Cong) en Vietnam del Sur. La misión fue dirigida por Victor Krulak y Joseph Mendenhall. Krulak era un general de alta graduación dentro de la marina estadounidense mientras que Mendenhall era oficial sénior de la Oficina de Asuntos Exteriores con experiencia en manejar asuntos referentes a Vietnam.
La expedición de cuatro días comenzó el 6 de septiembre de 1963, el mismo que el Consejo Nacional de Seguridad se reunía y llegaba a la conclusión de que las tensiones entre Estados Unidos y Vietnam del Sur iban en aumento. Los disturbios provocados por civiles en Vietnam del Sur se sucedían, para demostrar que los budistas estaban en contra de la discriminación religiosa del régimen del presidente Ngo Dinh Diem. Tras los disturbios en las pagodas budistas que dejaron un gran número de muertos, Estados Unidos autorizó una serie de investigaciones a través de un telegrama enviado al embajador Henry Cabot Jr.
En sus testimonios al NCS, Krulak enviaba informes optimistas sobre el progreso de la guerra, mientras que Mendenhall era lo contrario a su visión, ya que presentaba un descontento general y un fracaso militar. Krulak infravaloró el apoyo popular hacia el Viet Cong, y transmitió una sensación de que los esfuerzos de los soldados vietnamitas en el campo de batalla no se verían afectados por la campaña de descrédito que había puesto en marcha la política de Diem. Mendenhall se centró en medir el sentimiento de la población urbana vietnamita y concluyó que las políticas de Diem incrementaban las posibilidades de que explotará una guerra civil religiosa y estaban causando que la población de Vietnam del Sur percibiera que bajo el Viet Cong su vida mejoraría. Los informes divergentes llevaron al presidente Jonh F. Kennedy a preguntar a ambos: «¿Habéis visitado el mismo país?»
El informe inconcluso fue objeto de discusión entre los principales asesores de Kennedy. Varias vías de acción respecto a Vietnam fueron discutidas, entre ellas apoyar un cambio de régimen o tomar medidas selectas diseñadas para trabar la influencia de Ngo Dinh Nhu, hermano y consejero político del presidente. Nhu y su esposa eran vistos como una de las principales causas de los problemas políticos de Vietnam del Sur.

## Antecedentes
Tras los tiroteos de Hue Phat Dan del 8 de mayo, se iniciaron las protestas civiles en Vietnam del Sur. Nueve budistas fueron disparados por católicos del régimen del presidente Ngo Dinh Diem tras desafiar una ley que vetaba las banderas budistas en Vesak, la celebración del cumpleaños de Buda y manifestarse en contra de gobierno. Tras los tiroteos, los líderes budistas formaron una alianza para pedir a Diem igualdad religiosa, compensaciones y justicia para las víctimas y sus familias, pero Diem y su resistencia hicieron que las protestas aumentaran. La autoinmolación del monje budista Thich Quang Duc en Saigón fue un desastre para la imagen pública del régimen de Diem ya que las fotos del suceso llegaron a las portadas de periódicos de todo el mundo y se convirtió en un símbolo de las políticas de Diem. Mientras que las protestas continuaron, las fuerzas especiales del Ejército de la República de Vietnam (ERVN) eran leales al hermano del presidente, el cual llevó a cabo las incursiones en pagodas el día 21 de agosto, dejando un gran número de bajas y daños bajo la ley marcial. Universidades e institutos fueron cerrados lo que provocó protestas de los budistas. Mientras tanto la lucha contra el Viet Cong comenzaba a perder fuerza debido a los rumores de una lucha interna entre las tropas del ERVN, que fue expandido por varios generales que montaron el complot para distraer la atención de la insurgencia. Tras los ataques a pagodas, la administración Kennedy mandó un telegrama a la embajada de Saigón en la cual se ordenaba la exploración de un nuevo líder.

## Iniciación de la expedición
Al finalizar la reunión del Consejo Nacional de Seguridad el 6 de septiembre se acordó la prioridad de obtener información sobre lo que estaba ocurriendo en Vietnam. El Secretario de Defensa, Robert McNamara propuso mandar al general Victor Krulak a una expedición para buscar pruebas. El Consejo de Seguridad Nacional de los Estados Unidos acordó que Joseph Mendenhall, oficial de la Oficina de Asuntos Exteriores con experiencia en Vietnam le acompañaría y la misión comenzaría ese mismo día.
En su viaje de vuelta a Washington D.C, Krulak y Mendenal fueron llevados ante John Mecklin, director del Servicio de Información, y Rufus Phillips, el director de los programas rurales para las Misiones de Operaciones de Estados Unidos y consejero del Programa Estratégico Hamlet. El Departamento de Estado mandó a la embajada de Saigón un telegrama detallado en el cual preguntaba sobre la opinión pública de los vietnamitas de todos los estratos de la sociedad. En palabras de Krulak el objetivo era «observar los efectos de los recientes eventos desencadenados por las actitudes de los generales vietnamitas y el esfuerzo en la guerra contra el Viet Cong.»
En un viaje de 4 días los dos hombres viajaron a través de Vietnam antes de regresar a Washington con su informe. Krulak visitó 10 ubicaciones en 4 zonas de las fuerzas de la ERVN y habló con el embajador Henry Calbot Jr, el jefe de las fuerzas armadas estadounidenses en Vietnam, el general Paul Harkins y su plantilla, 87 consejeros y 22 oficiales del ERVN. Mendenhall viajó a Saigón, Hué, Da, Nang y otros ciudades de la provincias, hablando con aliados vietnamitas. Sus análisis de la situación fueron opuestas. Mecklin escribió «fue una misión muy importante, que consistía en viajar 24.000 millas y asimilar la situación en Vietnam en tan solo cuatro días, lo cual era un síntoma de que el gobierno de estadounidense estaba involucrado». La misión estaba marcada por las tensiones entre los líderes de ambos países. Mendenhall y Krulak no se caían bien y hablaban lo necesario. Mecklin y Krulak se pelearon en el vuelo de vuelta, Krulak no aprobaba la idea de Mecklin de llevar vídeos televisivos que habían sido prohibidos por el régimen de Diem, ya que creía que era violar su soberanía. Tras una larga discusión en el avión, Krulak hizo un llamamiento para que Mecklin dejara el vídeo en Alaska durante su parada para repostar, y así lo hizo.

## Informe e interrogatorio

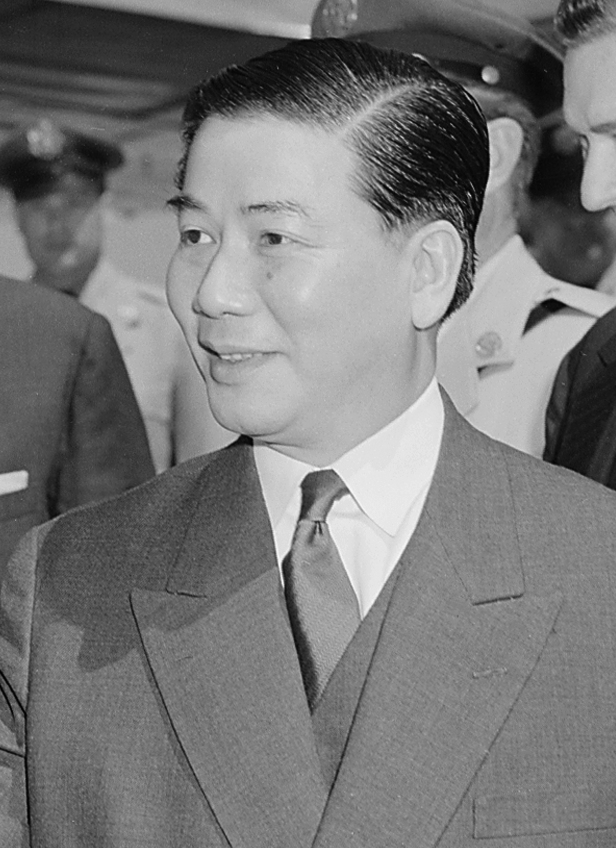
Presidente del sur de Vietnam Ngô Đình Diệm

El Consejo de Seguridad Nacional de los Estados Unidos eligió la mañana del 10 de septiembre para escuchar el informe de las delegaciones. Mendenhall ya tenía experiencia en asuntos vietnamitas, al haber servido al antiguo embajador, Elbrigde Durbrow, el cual había urgido en su momento a Diem en numerosas ocasiones para que realizara una reforma política. Krulak en cambio era un marine conocido por su creencia en la acción militar para conseguir objetivos en el extranjero, y su temperamento le había hecho ganarse el apodo de «Bruto» el cual tenía su origen en su carrera en la Academia Naval. El vicesecretario de Defensa, Roswell Gilpatric, notó que Mendenhall fue «recibido con grandes sospechas en el cuartel general del Pentágono», mientras que Krulak fue «bien recibido y se ganó la confianza del Pentágono, tanto de militares y de civiles».
Los antecedentes de Krulak y Mendenhall  era un reflejo de sus informes tan opuestos de la guerra. Krulak dio una visión optimista del progreso militar y no tuvo en cuenta el efecto de la crisis budista en el ERVN en su lucha contra el Viet Cong. Su conclusión fue que «la estrella fugaz aún seguía adelante y con un ritmo impresionante. Se ha visto afectada por la crisis política pero el impacto no es muy grande.»

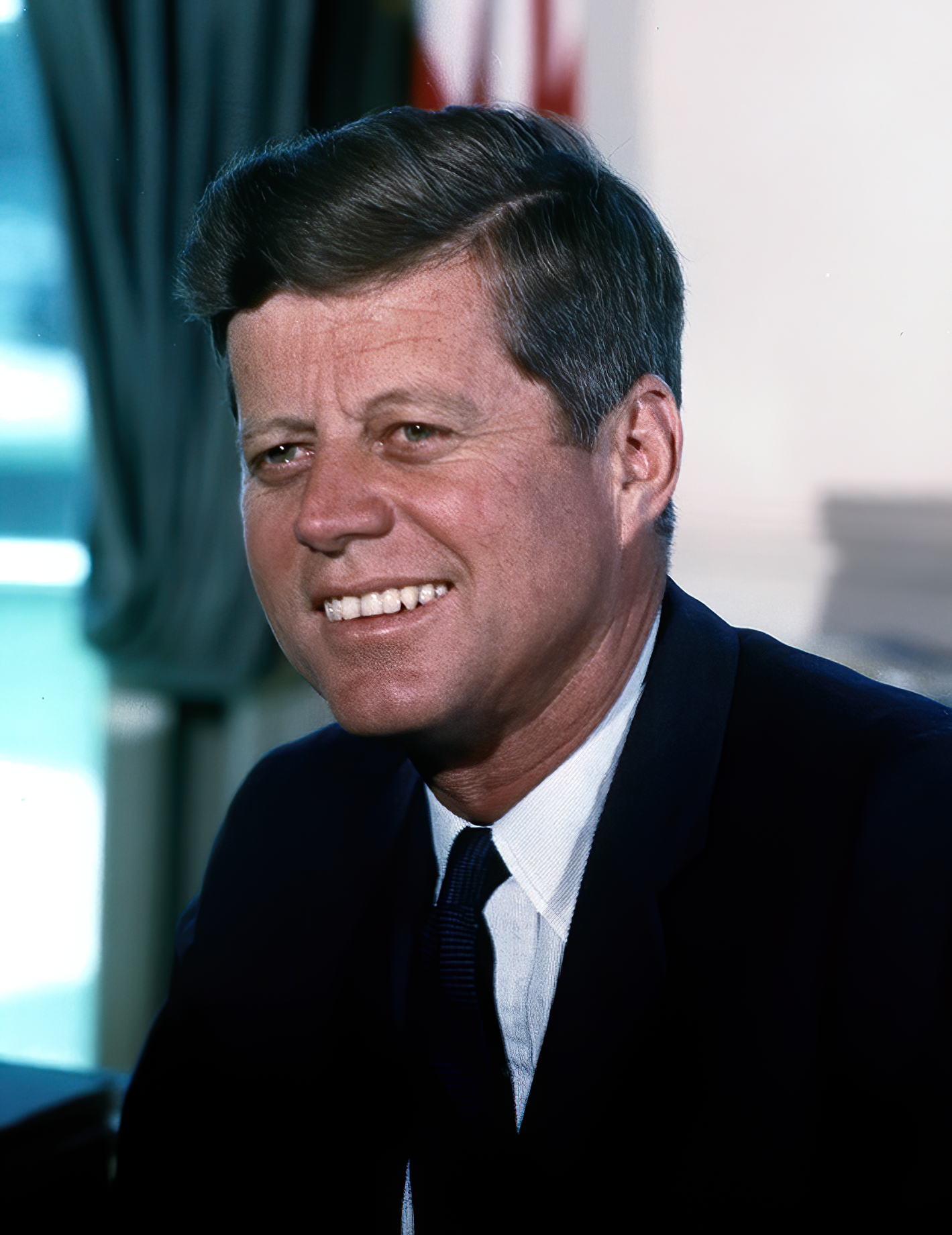
El presidente de EE.UU, Jonh F. Kennedy

Krulak apuntó que se necesitaba una cifra de hombres sustancial para la lucha, especialmente en el delta del Mekong, que era la región donde el Viet Cong era más fuerte. Krulak también informó que todos los niveles de oficiales del ERVN eran conscientes de la crisis budista, pero creía que la mayoría no había permitido que sus creencias religiosas afectarán a sus relaciones militares. Creía que los oficiales del ERVN eran obedientes y que llevarían a cabo cualquier acción que considerara legal. Krulak más adelante apuntó que la crisis política no había afectado las relaciones bilaterales entre los dos países. Respecto a la visión de los líderes survietnamitas, Krulak predijo que había insatisfacción entre los oficiales, los cuales, creía, estaban dirigidos por Ngo Dinh Nhu el hermano menor del presidente Diem, a quien se le veía como el líder del régimen en la sombra. Krulak creía que la mayoría de los oficiales respaldaban a Nhu, pero muy pocos estaban dispuestos a dar un golpe de Estado. Krulak informó que tres consejeros  estadounidenses habían criticado a Nhu y habían amenazado con abandonar Vietnam del Sur para evitar el desastre público en Naciones Unidas. Krulak sintió que todos estos problemas podrían ser superados por su creencia en que un esfuerzo militar sería exitoso y la guerra sería ganada por el descarado de los líderes políticos. Predijo que el ERVN tenía poca habilidad para facilitar una mejora en el gobierno y sintió que no se rendirían ante cualquier músculo que tuvieran. 

Excluding the very serious political and military factors external to Vietnam, the Viet Cong war will be won if the current US military and sociological programs are pursued, irrespective of the grave defects in the ruling regime.

Excluyendo los numerosos factores políticos y militares externos a Vietnam, la guerra del Viet Cong se ganará con la actuación del ejército estadounidense y la puesta en marcha de programas sociales, independientemente de los graves defectos del régimen gobernante.

Mendenhall discrepó y argumentó que el sentimiento antigubernamental había llegado a niveles donde el colapso del régimen era posible. Informó que el «reino de terror» en Saigón de Hue y Dang había ganado detractores, sobre todo hacía los Nhus y Diem se había ganado el respeto general. Mendenhall afirmó que muchos vietnamitas habían llegado a la creencia que la vida bajo Diem era peor que bajo el Viet Cong. Mendenhall pensó que una guerra civil religiosa era posible. Predijo que la guerra solo sería ganada si había un cambio de régimen, de otra forma Vietnam del Sur colapsaría en un conflicto sectario o una ofensiva comunista masiva. La naturaleza contradictoria de los informes dio lugar a la famosa frase de Kennedy: «¿Ustedes han viajado al mismo país?»

## Debate
Krulak intentó explicar las diferencias de los informes apuntando que Mendenhall había encuestado a personas de áreas urbanas mientras que él se adentró en áreas rurales, que era «donde estaba la guerra». Krulak afirmó que los asuntos políticos en Saigón no supondrían un impedimento para las acciones militares, declarando «podemos tambalear durante nuestra victoria con Nhu quedando en el poder». Roger Hilsman, asistente del secretario de estado declaró sobre el contraste de los informes que «la diferencia se debía a que uno era desde un punto de vista militar y el otro desde un punto de vista político». Durante el debate sobre las diferencias en las predicciones de cada uno, Mendenhall afirmó que Saigón había sufrido «una caída virtual» tras las incursiones a las pagodas. Mendenhall informó que los funcionarios vietnamitas temían ser vistos con los estadounidenses, y recordó una visita en la que había tenido que permanecer en silencio mientras su anfitrión vietnamita buscaba micrófonos. Mendenhall afirmó que «Saigon era fuerte con una atmósfera de miedo y odio» y su gente temía más a Diem que al Viet Cong. A su vez informó que muchos funcionarios ya no dormían en sus casas por miedo a ser arrestados en mitad de la noche por la policía secreta de Nhu. Muchos oficiales recientemente han empezado a pasar gran parte del día intentando negociar la liberación de sus hijos, los cuales habían sido encarcelados por participas en protestas pro budistas. Mendenhall afirmó que los problemas internos eran ahora la prioridad, antes que la guerra contra los comunistas.

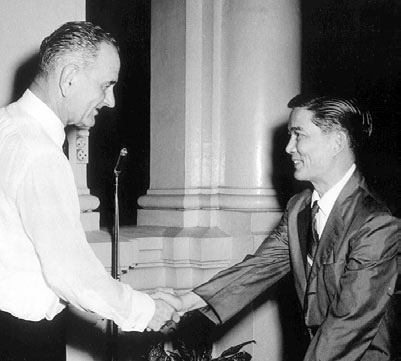
Ngo Dinh Nhu junto al vicepresidente estadounidense, Lydon B. Jonhson

Mendenhall denunció que la reconciliación de Saigón y los gestos de buena voluntad hacía los budistas era una acción de cara al público. Él informó que los monjes de las áreas provinciales habían sido arrestados en Saigón por demostrar que no habían vuelto a sus lugares originales como habían prometido. Mendenhall anotó que cuando los monjes fueron liberados, los oficiales Diem retuvieron sus documentos de identidad, lo que provocó que volvieran a ser arrestados cuando intentaban abandonar la capital. Los monjes fueron marcados como miembros del Viet Cong porque no contaban con sus documentos de identidad. Como nueva táctica expandida a lo largo de la capital, algunos monjes buscaron refugio en casa de los miembros del ERVN. Mendenhall insistió en que los Estados Unidos era responsables de la situación porque habían ayudado a la familia Ngo a ganar poder, al armarla y financiarla. Razonó que Diem había usado las armas contra su propia gente, por lo que Washington también compartía responsabilidades. Dijo: «un rechazo sería también una interferencia en los asuntos vietnamitas».
Según los archivos del pentágono «el fracaso crítico de ambos informes fue el no entender el papel fundamental que el ejército tenía en Vietnam». Los papeles llegan a la conclusión de que el ERVN era la única institución capaz de deponer y de reemplazar a Diem. Diem y Nhu se dieron cuenta de su potencial amenaza, y respondieron con un plan de división y conquista, usaron la prerrogativa de la promoción de oficiales y nombraron a generales leales, dando órdenes directas a los oficiales, acción que causó molestias entre el resto de generales y fragmentó su poder. Krulak falló en darse cuenta de que la situación se deterioró hasta el punto de que el descontento planteó la posibilidad de una victoria comunista, los generales intervendrían en política por lo que podría pasar bajo un mandato comunista. Ni Krulak ni Mendenhall parece que anticiparan que pasaría si una junta militar llegase al poder, el efecto de división de las promociones políticas de Diem mostraba una lucha por el poder de los generales. Ninguno de los dos hizo énfasis en los efectos que supondrían una lucha interna entre los generales.

## Consecuencias

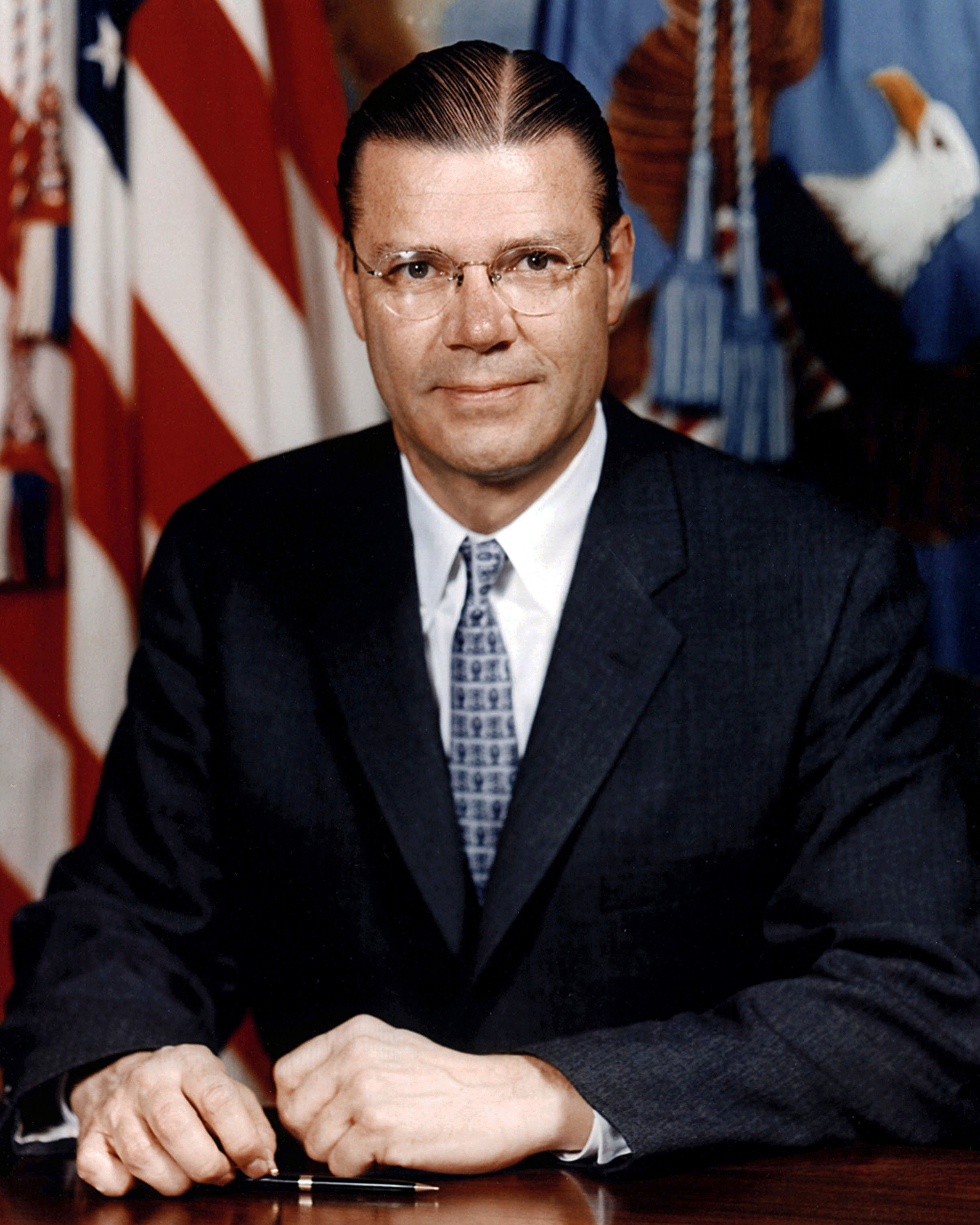
El secretario de Defensa de Estados Unidos, Robert McNamara, en 1961.

La estrategia que recibió una mayor consideración en las reuniones del CNS, igual que en la embajada de Saigón y en el Congreso, fue la suspensión de la ayuda no militar a Diem. Tras una emisión errónea de la Voz de América el 26 de agosto, la cual anunció la suspensión de la ayuda, Logde recibió la orden de suspender la ayuda el 29 de agosto y facilitar un golpe. Mientras tanto el Senado de Estados Unidos comenzó a presionar a la administración para que tomara acciones contra Diem. El senador, Frank Church informó a la administración de su intención de condenar la represión antibudista de Diem y hacer un llamamiento para poner fin a las ayudas si no se instauraba la igualdad religiosa, pero finalmente Church tomó que acordar el retraso temporal de la presentación de su ley.
Mientras la delegación estaba en Vietnam, la estrategia de usar la suspensión de la ayuda para presionar a Diem y que terminara sus discriminaciones religiosas fue discutida en el Departamento de Estado. En una entrevista del 8 de septiembre, el director ADI, David Bell, avisó que el Congreso eliminaría las ayudas a Vietnam del Sur si Diem no cambiaba sus políticas. El 9 de septiembre, Kennedy se alejó de los comentarios de Bell, declarando: «no pienso que una reducción de la ayuda a Saigon sea beneficiosa en este momento». El 11 de septiembre, el día después de que Krulak y Mendenhall publicarán sus informes, Logde cambió su posición. En un telegrama a Washington se rendía a la consideración de la suspensión de la ayuda no militar para prender la mecha de Dimen. Logde concluía que Estados Unidos no podría llegar a obtener lo que quería de Diem y tendría que forzar los eventos futuros. Tras otra reunión en la Casa Blanca el mismo día, el senador Church fue informado de que la ley era aceptable, así que introdujo la ley en el Senado.
El Consejo de Seguridad Nacional se volvió a reunir el 17 de septiembre para considerar las dos propuestas de Hilsman para tratar con Diem. El plan favorito de Hilsman y sus colegas del Departamento de Estado era el de «las presiones y persuasiones». Esto llevaba a una serie de escalada de medidas tanto a nivel público y privado, incluyendo la suspensión selectiva y presionar a Diem para que eliminase a Nhu del poder. La alternativa era «la reconciliación con un rehabilitado GVN (Red de Virus Global)» el cual incluía la imagen pública de las recientes acciones políticas de Diem y un intento de salvar lo máximo posible de la situación. Ambas propuestas asumían que el ERVN no iba a dar un golpe. El informe inconcluso se vio seguido de una misión enviada a Vietnam, la McNamara-Taylor, encabezada por el secretario de defensa Robert McNamara y el jefe del Estado Mayor, Maxwell D. Taylor.